# Bataille de Selma
Guerre de Sécession
La bataille de Selma est un engagement militaire de la fin de la guerre de Sécession. Il a été mené à Selma dans l'Alabama le 2 avril 1865.
Les forces armées de l'Union sous le major-général James H. Wilson défont les forces armées confédérée du lieutenant-général Nathan Bedford Forrest.